# Candy Paint
"Candy Paint" é uma canção gravada pelo rapper e cantor estadunidense Post Malone para a trilha sonora do filme The Fate of the Furious e para seu segundo álbum de estúdio, Beerbongs & Bentleys (2018). A faixa foi lançada pela Republic Records em 20 de outubro de 2017 como o segundo single do álbum de Malone.

## Posições nas tabelas musicais

### Tabelas semanais
| Tabela musical (2017–18)                     | Melhor posição |
| -------------------------------------------- | -------------- |
| Austrália (ARIA)                             | 19             |
| Canadá (Canadian Hot 100)                    | 27             |
| República Checa (Singles Digitál Top 100)    | 49             |
| Dinamarca (Hitlisten)                        | 18             |
| Eslováquia (Singles Digitál Top 100)         | 55             |
| Estados Unidos (Billboard Hot 100)           | 34             |
| Estados Unidos (Billboard R&B/Hip-Hop Songs) | 21             |
| Filipinas (Philippine Hot 100)               | 87             |
| Hungria (Stream Top 40)                      | 32             |
| Irlanda (IRMA)                               | 31             |
| Noruega (VG-lista)                           | 38             |
| Nova Zelândia (Recorded Music NZ)            | 6              |
| Países Baixos (Single Top 100)               | 82             |
| Portugal (AFP)                               | 39             |
| Reino Unido (UK Singles Chart)               | 65             |
| Suécia (Sverigetopplistan)                   | 39             |
| Suíça (Schweizer Hitparade)                  | 97             |

### Tabelas de fim de ano
| Tabela musical (2018)                            | Posição |
| ------------------------------------------------ | ------- |
| Austrália (ARIA)                                 | 45      |
| Estados Unidos (Billboard Hot R&B/Hip-Hop Songs) | 62      |
| Nova Zelândia (Recorded Music NZ)                | 31      |
| Tabela musical (2019)                            | Posição |
| Portugal (AFP)                                   | 1061    |